# 司马瀚
司马瀚（Michael Hammers，一译米高·亨马士，1965年8月1日—），出生于德国亚琛，是德国艺术家、设计师。

## 簡歷
1984年，司马瀚从德国亚琛凯撒－卡尔斯文理中学毕业并取得大学入学资格，之后便开始了他作为锻造师的职业生涯。学习阶段结束后，他在多家工作室和艺术创作室从事过不同工作，以后又成为德国雕塑家Paul Nagel的合作者。1992年，他以优等成绩在手工业同业工会通过了熟铁工艺师和金属设计师考试，并在1994年成立了第一个自己的“Nagel Hammers工作室”。
1997年，司马瀚开始学习古典声乐，并在德国和欧洲各地出演清唱剧，比如在约瑟夫·海登的《创世纪》中饰演乌列(基督教《圣经》和伊斯兰教《古兰经》所载天使长之一)；另外，他还在各地的歌曲晚会中作为独唱男高音演出。直到2004年他重新转入之前经过长期培训的专业创作。
2005年，他开始作为艺术家和设计师从事自由职业。在Nagel Hammers工作室之后，2007年他又成立了“司马瀚艺术工作室有限公司”。2008年由于司马瀚在跨文化沟通方面的特殊成就，德国经济促进和对外经济联合会授予他个人成员资格，并任命他为联合会中的监事会委员。
司马瀚最大的兴趣在于包罗万象的现代艺术构思，尤其是19世纪末欧洲慕尼黑派、柏林派以及维也纳分离派的艺术家们所进行的各种艺术创造。他追求包豪斯学院的基础理念，在一些世界瞩目的设计项目中，司马瀚以他自己的风格有意识地打破了不同教育背景间存在的等级差异。他曾在各种国际机构和学术研究院作过专题报告，比如2008年在美国建筑师协会。司马瀚还担任科隆专科大学建筑材料学和文物保护学专业的客座教师，在他的工作室举行学术讨论课。他同时是德国莱茵-埃尔夫特区金属行业手工业同业公会考试委员会成员和培训专家。他应用的材料包括金属，岩石，木材，玻璃，光线以及色彩。
2005年他更多地转向声像工作。他的纪念玛丽娅·卡拉斯的前卫电影《来自无限深远的宇宙》，2007年在纽约大都会歌剧院首映。
今天，在司马瀚工作室里，手工艺者、建筑师、设计师和工程师，如Dominique Perrault，Anselm Reyle，Kai Althoff，Ross Lovegrove以及Yves Béhar等，在同一个屋檐下一起工作，一起实现司马瀚的构想，也共同完成其它著名建筑师、艺术家和设计师的作品。
2009年8月，司马瀚拥有了自己的中文网页。

## 作品
1996: 科隆大教堂南大门前的格状结构，由Paul Nagel设计，位于德国科隆
1996: 各各他（耶稣殉难处）十字架，由Paul Nagel设计，位于耶路撒冷圣墓教堂
2000: 千禧年光十字，由Stefano Ricci设计，位于罗马
2001: 世界最大的水晶八面体，位于圣迭戈美国宝石研究所(GIA)
2002: 北极之光，位于奥地利Wattens的施华洛世奇水晶世界。
2004: 施华洛世奇之星，洛克菲勒中心圣诞树，位于美国纽约
2005：航海，施华洛世奇水晶宫，由Yves Béhar设计 
2005：喜悦，水晶瀑布，位于纽约洛克菲勒中心「峭石之巅」观景台
2005：光彩，水晶洞，位于纽约洛克菲勒中心「峭石之巅」观景台
2006：金墙，位于奥地利萨尔茨堡莫扎特剧院（节日小剧院）
2006：施华洛世奇美术馆，位于纽约洛克菲勒中心
2007：无限深远的宇宙，纪念玛丽娅·卡拉斯的前卫影片，纽约大都会歌剧院
2008：光电喷泉，由Noble和Webster设计, 位于纽约洛克菲勒中心。
2008：未名，与Kai Althoff合作，加拿大温哥华美术馆
2008：液体空间，施华洛世奇水晶宫，由Ross Lovegrove设计
2009：水晶墙，北京世界金融中心，位于中国北京
- 光电喷泉，纽约洛克菲勒中心

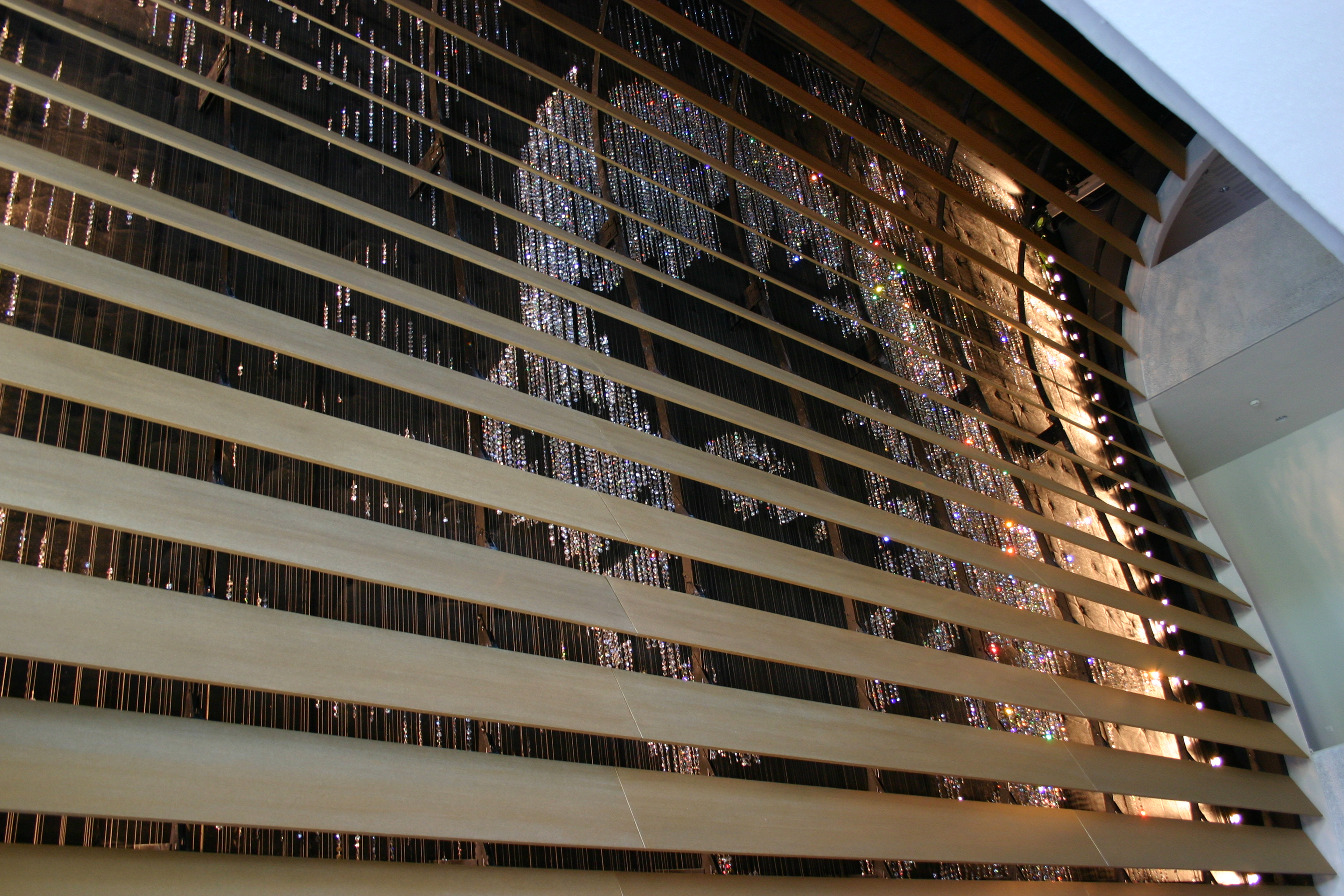
金墙，莫扎特剧院，奥地利萨尔茨堡
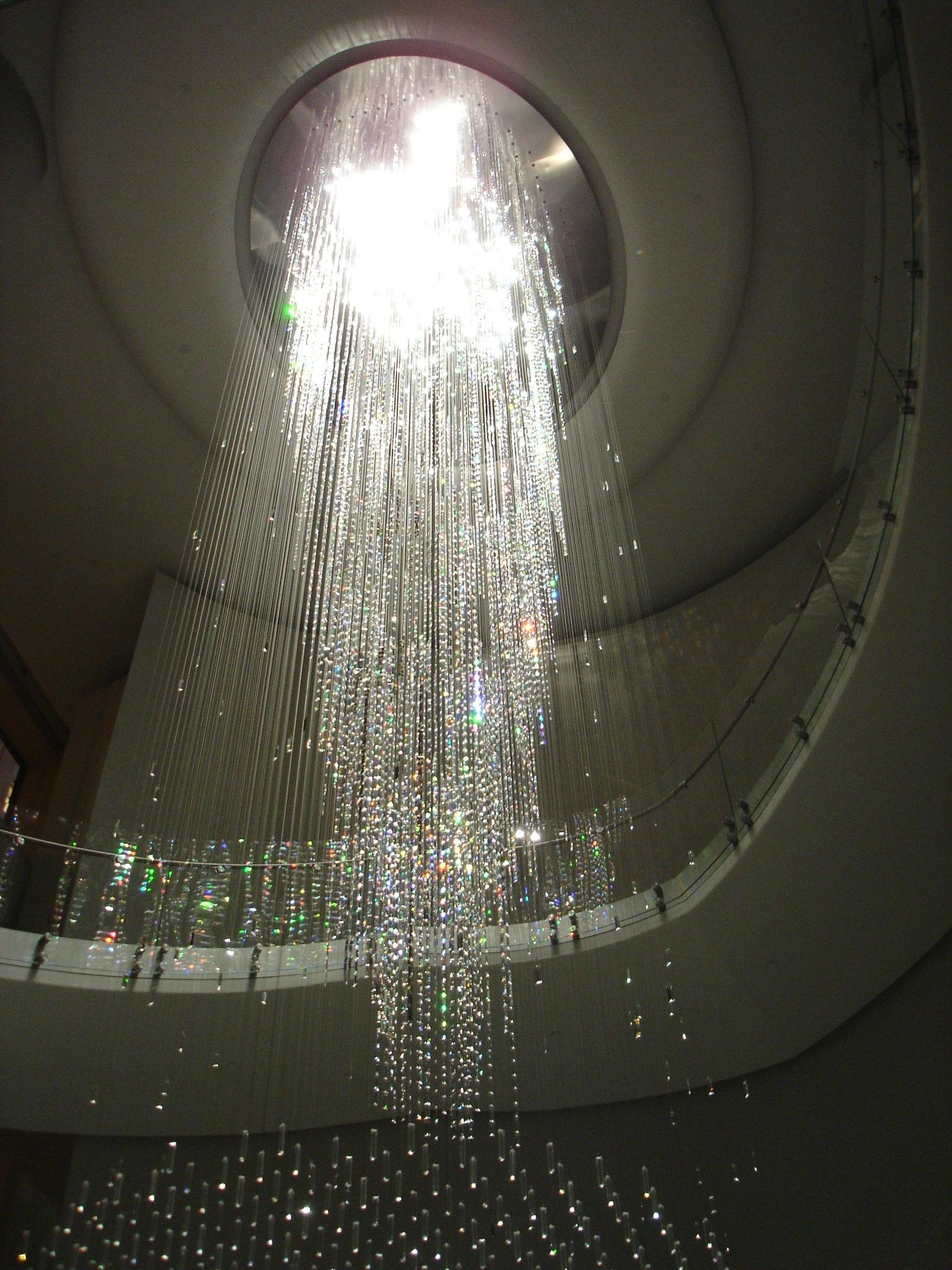
喜悦，水晶瀑布，位于纽约洛克菲勒中心
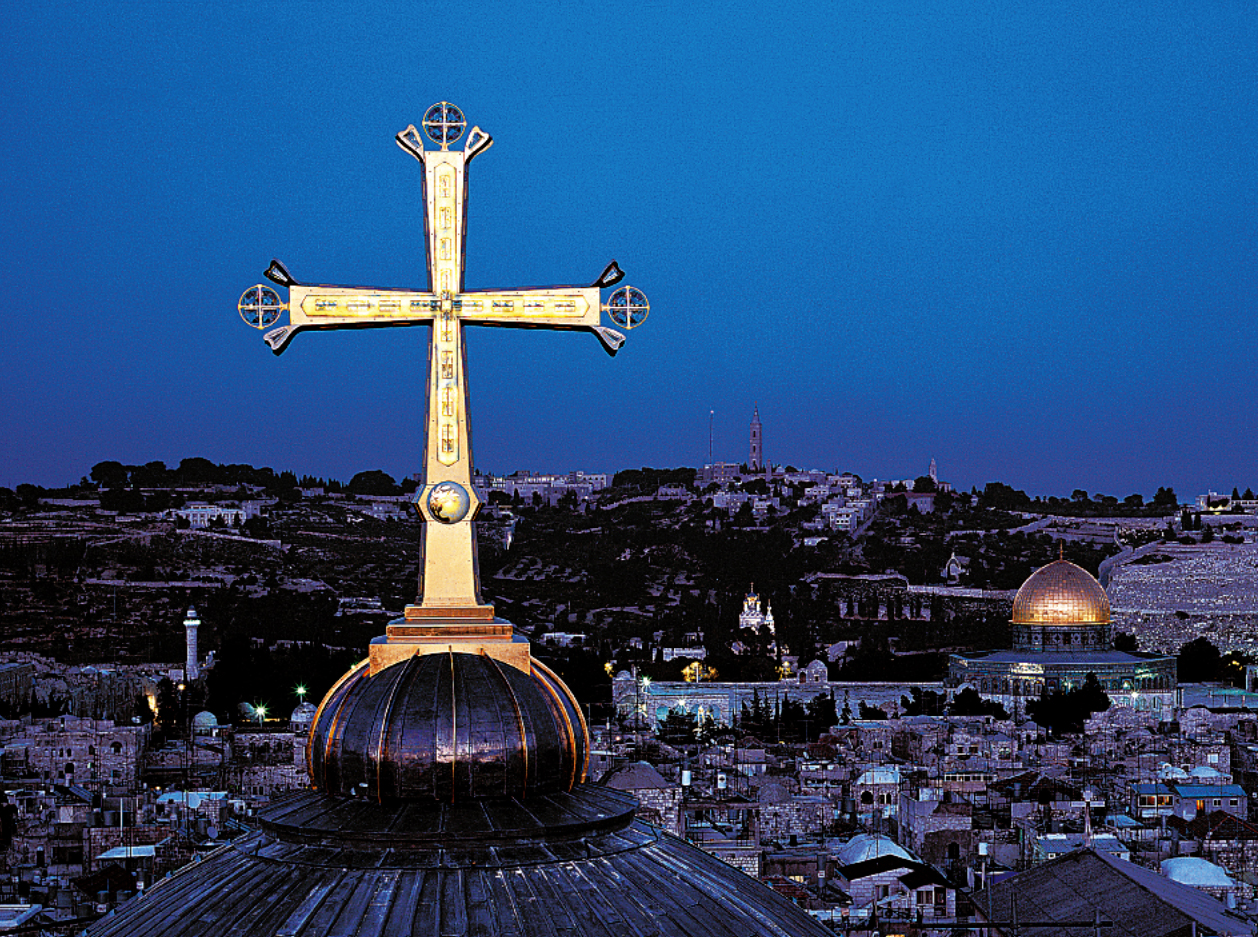
各各他（耶稣殉难处）十字架，耶路撒冷圣墓教堂
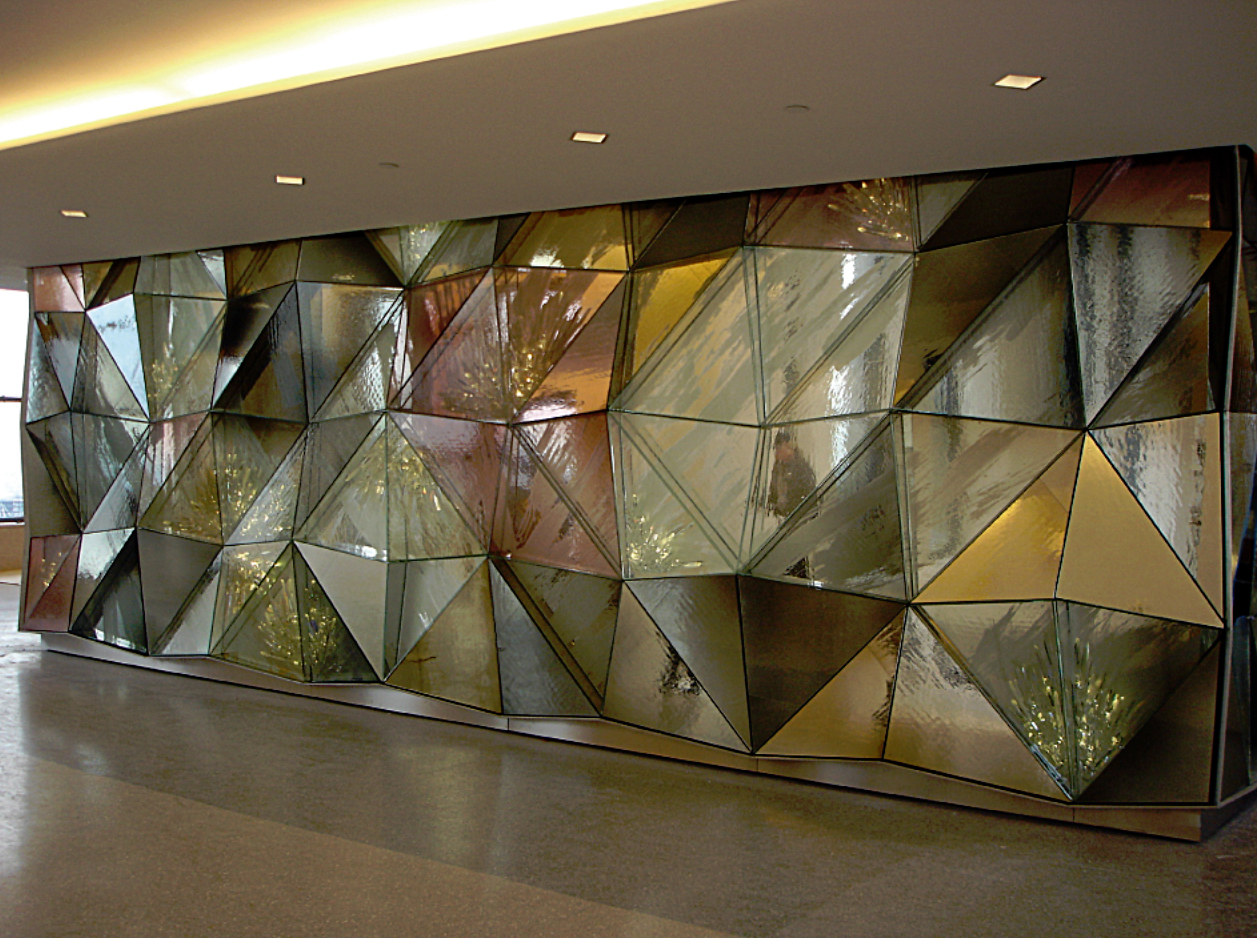
光彩，水晶墙，纽约洛克菲勒中心
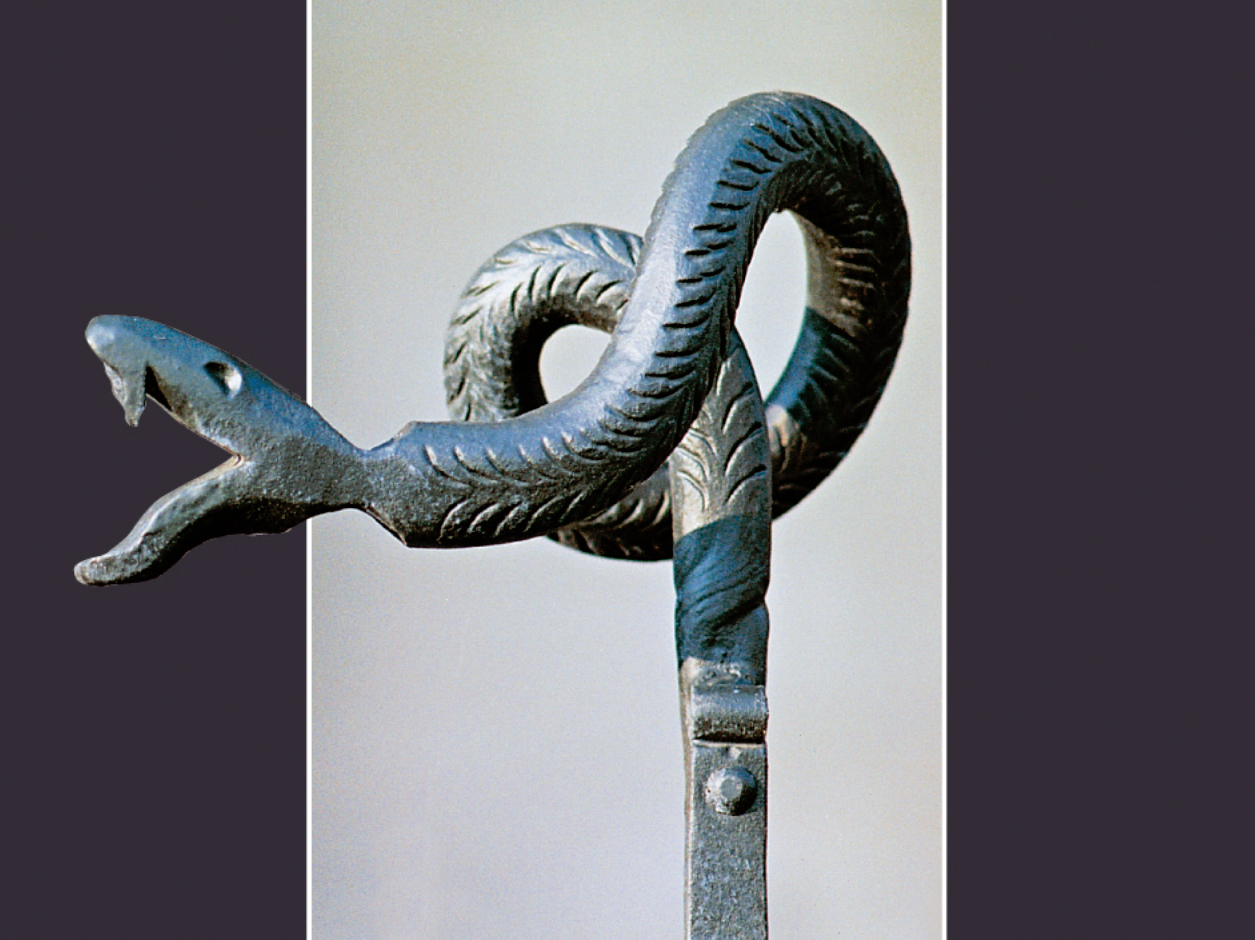
作品细节，科隆大教堂前

## 相关信息
- 法兰克福汇报2005年10月26日：为了纽约的景观
- 科隆时评2005年1月21日：在纽约备受瞩目的威斯林(Wesseling)人
- 纽约时报2005年12月4日：重生的新星

## 外部連結
- 司马瀚中文网页[永久]